# 1924 au Québec
Cet article traite des événements survenus en 1924 au Québec. 

## Événements

### Janvier
- 3 janvier : Lomer Gouin démissionne de son poste de ministre fédéral de la Justice pour des raisons de santé[1].
- 8 janvier : 
  - la première session de la 16e législature (en) reprend après l'ajournement des Fêtes[2].
  - Narcisse Pérodeau devient le nouveau lieutenant-gouverneur, succédant ainsi à Louis-Philippe Brodeur qui vient de mourir[2].
- 11 janvier : lors de son discours du budget, le trésorier Jacob Nicol déclare que les revenus ont été de 21 600 000 $ et les dépenses de 20 millions de dollars au cours de la dernière année écoulée. La dette québécoise est d'un peu plus de 55 millions de dollars[2].
- 12 janvier : Alexis Lapointe dit Alexis le Trotteur meurt de ses blessures après avoir été frappé par un train[3].
- 18 janvier : le premier ministre Taschereau présente un projet de loi autorisant ainsi le gouvernement à prêter 15 millions de dollars à la Banque d'Hochelaga, permettant à celle-ci d'absorber la Banque Nationale[4].
- 21 janvier : quatre mille femmes manifestent devant l'Hôtel de ville de Québec pour protester contre l'affichage à la porte des cinémas et des théâtres. Ces affiches sont jugées trop suggestives pour la jeunesse[5].

### Février
- 18 février : Joseph-Octave Samson est réélu maire de la ville de Québec par une majorité de 562 voix[6].
- 25 février : l'Assemblée législative adopte la loi David, visant à prendre les mesures nécessaires pour lutter contre la tuberculose[7].
- 29 février : l'Assemblée législative adopte une loi rendant légale l'adoption d'enfants au Québec[8].

### Mars
- 17 mars : 
  - l'Assemblée législative adopte la loi sur les syndicats professionnels, permettant à un syndicat de se former en association incorporée reconnue par l'État[9].
  - la session est prorogée[10].
- 25 mars : les Canadiens de Montréal remportent la seconde Coupe Stanley de leur histoire en battant les Tigers de Calgary 2 parties à zéro[11].

### Avril
- 1er avril : l'attaque d'un convoi blindé transportant de l'argent pour la Banque d'Hochelaga sur la rue Ontario à Montréal fait 2 morts. Les bandits survivants repartent avec un butin de 142 000 $[12].
- 7 avril : Charles Duquette est élu maire de Montréal avec une majorité de 3 000 voix sur son adversaire Médéric Martin[13].

### Mai
- 5 mai : huit individus sont arrêtés et comparaissent pour l'affaire de la rue Ontario du 1er avril[14].
- 14 mai : fondation de l'Association canadienne-française pour l'avancement des sciences (ACFAS), visant à développer la connaissance scientifique au Québec[15].
- 16 mai : le gouvernement crée le Parc du Mont-Tremblant et le Parc national des Laurentides. Le but de ces réserves est de protéger la faune québécoise[16].

### Juin
- 4 juin : Lauréat Lapierre devient ministre sans portefeuille[2].
- 25 juin : Montréal interdit les affiches de cinéma sur son territoire[17].

### Juillet
- 13 juillet : Ottawa adopte une motion autorisant le port de Montréal à émettre des obligations visant à construire un pont entre Montréal et la Rive-Sud[18].

### Août
- 25 août : l'hôpital Notre-Dame de Montréal est officiellement inauguré[14].

### Septembre
- Septembre : au début du  mois, trois tempêtes de pluie font tomber de 75 à 200 millimètres de pluies et occasionnent de nombreuses inondations et plusieurs éboulis, notamment en Estrie, en Mauricie et dans Charlevoix[19].

### Octobre
- 1er octobre : fondation de l'Union catholique des cultivateurs lors d'un congrès à l'église Saint-Jean-Baptiste de Québec[20].
- 2 octobre : l'homme d'affaires William Price meurt, victime d'un éboulis lors d'une visite de son usine à Kénogami. Il venait constater les dégâts d'un autre éboulis causé lors des pluies du mois de septembre[21].
- 6 octobre : le juge Louis Coderre est mandaté par le gouvernement pour enquêter sur la police de Montréal[22].
- 12 octobre : les Maroons de Montréal commencent leur première saison dans la Ligue nationale de hockey[23].
- 19 octobre : le Prince de Galles (futur Edouard VIII) est en visite à Montréal où il est reçu par le maire Charles Duquette, le premier ministre Louis-Alexandre Taschereau et le lieutenant-gouverneur Narcisse Pérodeau[24].
- 24 octobre : quatre hommes reconnus coupables des meurtres de la rue Ontario du 1er avril sont pendus à la prison de Bordeaux[14].
- 30 octobre : la Banque de Montréal absorbe la Banque Molson. Elle possède maintenant un actif de 725 millions de dollars[25].

### Novembre
- 5 novembre : il y a cinq élections partielles au Québec. Les libéraux remportent celles de Bonaventure, Saint-Maurice et Sainte-Anne; les conservateurs celles de Sherbrooke et de Québec-Comté[2].
- 14 novembre : à Québec, deux compagnies d'électricité fusionnent pour former la Quebec Power, qui obtient le monopole de l'électricité pour toute la région de la capitale[26].
- 28 novembre : une élection partielle dans le Témiscamingue est remportée par les libéraux[2].

### Décembre
- 27 décembre : premier match entre les Canadiens de Montréal et les Maroons de Montréal[27].

## Naissances
- 20 janvier - Paul Berval (acteur) († 25 février 2004)
- 29 janvier - Marcelle Ferron (artiste peintre) († 19 novembre 2001)
- 3 février - Martial Asselin (lieutenant-gouverneur du Québec) († 25 janvier 2013)
- 7 février - Aimé Major (chanteur et acteur) († 9 juin 1996)
- 18 février - Louis Laberge (syndicaliste) († 18 juillet 2002)
- 19 février - Fernand Girard (journaliste, homme politique et père du comédien Rémy Girard) († 2 juillet 2004)
- 21 février - Maurice Leroux  (réalisteur) († 29 novembre 2023)
- 4 mars - Adrien Gagnon (homme d'affaires et industriel) († 12 mai 2011)
- 12 mars - Claude-Gilles Gosselin (homme politique) († 18 août 2016)
- 28 mars - Claire Gagnier (chanteuse soprano)  († 25 décembre 2022)
- 6 mai - Jeanne Demers (professeur) († 3 mars 2005)
- 28 mai - Paul Hébert (acteur) († 20 avril 2017)
- 3 juin - Colleen Dewhurst (actrice) († 22 août 1991)
- 9 juin - Jean Mathieu (acteur) († 23 août 2017)
- 21 juin - Guilda (homme de théâtre) († 27 juin 2012)
- 6 juillet - Maurice Perron (photographe) († 27 février 1999)
- 24 août - Jean-Paul Nolet (journaliste) († 2 janvier 2000)
- 8 septembre - Claire Kirkland-Casgrain (femme politique) († 24 mars 2016)
- 13 septembre
  - Léonel Beaudoin (homme politique) († 28 juillet 2021)
  - Lise Roy (chanteuse) († 14 janvier 1977)
- 8 octobre - Suzanne Martel (journaliste et romancière) († 29 juillet 2012)
- 1er novembre - Jean-Luc Pépin (homme politique) († 30 août 1995)
- 13 novembre - Jacques Amyot  (nageur) († 7 septembre 2018)
- 4 décembre - Jean Gratton (personnalité religieuse) († 14 avril 2011)
- 9 décembre - Louis Bilodeau (animateur) († 26 novembre 2006)
- 19 décembre - Doug Harvey (joueur de hockey) († 26 décembre 1989)

## Décès
- 2 janvier - Louis-Philippe Brodeur (ancien lieutenant-gouverneur du Québec) (º 20 août 1862)
- 12 janvier - Alexis Lapointe (Alexis le Trotteur) (athlète) (º 4 juin 1860)
- 15 janvier - Alphonse Beauregard (homme d'affaires) (º 5 janvier 1881)
- 23 janvier - James Wilson Morrice (peintre) (º 10 août 1865)
- 7 juin - Laure Conan (écrivaine) (º 9 janvier 1845)
- 20 juin - Léonide-Nestor-Arthur Ricard (homme politique) (º 24 juillet 1882)
- 24 juillet - Palmer Cox (écrivain et illustrateur) (º 28 avril 1840)
- 10 août - Angus Baker (navigateur et homme politique) (º 7 mai 1849)
- 2 octobre - William Price (Fils) (homme d'affaires) (º 30 août 1867)
- 5 octobre - Joseph Vézina (musicien et compositeur) (º 11 juin 1849)